# 2022 FIFAワールドカップのカタール招致
2022 FIFAワールドカップのカタール招致（2022フィファワールドカップのカタールしょうち）では、カタールによる2022 FIFAワールドカップ開催に向けた招致活動である。

## 概要
人口200万人を擁するカタールは、ワールドカップを開催する最初のアラブ諸国となる。シャイフのムハンマド・ビン・ハマド・ビン・ハリーファ・アール＝サーニー（当時のカタール首長ハマド・ビン・ハリーファ・アール＝サーニーの息子）が招致委員会の委員長を務めた。カタールはアラブ諸国の代表として大会の開催を推進し、アラブ連盟全加盟国からの支持を集めている。彼らはまた、自分達の招致活動をアラブ諸国と西側諸国間の溝に橋渡しをする機会だと位置づけた。
2010年11月17日、カタールはブラジル代表対アルゼンチン代表の親善試合を開催した。これは、その日に世界各国で開催された47の国際エキシビジョン試合の1つだった。
FIFA会長のゼップ・ブラッターは2010年4月に「アラブ諸国はワールドカップ開催に値する。22カ国を擁していながら、この大会を組織運営する機会がなかった」と発言し、ワールドカップをアラブ諸国で開催する考えに前向きだった。またブラッターは「自分が最初にカタールにいた頃は人口40万人だったが、今では160万人がいる。インフラ面では、男女30種目以上ある2006年アジア競技大会を運営できており、ならばそこは問題にならない」とカタールの発展を賞賛した。2010年12月2日、カタールが2022年FIFAワールドカップを開催すると発表された。

## 気候
カタール招致の不利に働くものが砂漠国家の極端な気温だった。FIFAワールドカップはいつも6月と7月（欧州サッカーのオフシーズン）に実施される。この期間中、カタールの日中最高温度は平均50 °Cを超え、1日の最低気温も平均30 °Cを下回ることはない。この問題を受けて、2022カタール招致委員長のアール＝サーニーは「このイベントは6月か7月に開催されなければなりません。過酷な天候に対抗するため我々は技術の助けを借りる必要があるでしょう。既に私たちは対策を実行に移しています。温度を制御できるスタジアムがその問題への解決策です。また、これとは別にとっておきの秘策もあります」と述べた。

## 日程
| 2010年9月13-17日 | FIFA視察団がカタール訪問                       |
| 2010年12月2日    | FIFAが2022ワールドカップ開催地にカタールを任命 |

## 提案された競技場
2010年3月初旬、ワールドカップ向けに提案された最初のスタジアム5会場が発表された。そのスタジアムは、場内の温度を最大20°Cまで下げられる冷却技術を採用し、スタジアム上段はワールドカップ終了後に解体されてスポーツインフラの発展が乏しい国に寄贈する予定となっている。着手されたスタジアム5会場はいずれもドイツ人建築家アルベルト・シュペーアとその同僚達による設計である。
スタジアム内の選手と観客双方のためのエアコンは太陽光発電かつカーボンニュートラルになる予定で、英国アラップ社より提供されるものである。
アル＝ハウル・スタジアムは、ドーハの北50kmにあるアル＝ハウル市で計画されている。同スタジアムの総収容人数は45,330席で、うち19,830席がモジュラー工法の一時的な上段部分として造られる。カタール南部のアル＝ワクラ市にあるアル・ワクラ・スタジアムの収容人数は45,120席の予定である。同スタジアムもまた25,500席が一時的な上段の予定である。このスタジアムは大型の太陽光パネルに囲まれ、イスラム美術の装飾がなされる予定である。招致委員会によると、カタールがワールドカップ開催地になるか否かに関わらず、アル＝ワクラとアル＝ハウルのスタジアムは建設される予定だった。しかし、カタールが同大会を開催する権利を失っていた場合、一時的な上段区画が追加される予定はなかった。提案された全スタジアムを収めた。

| ルサイル                           | ドーハ                              | ドーハ                       | ドーハ                               | ドーハ                                 | アル＝ハウル                        |
| ---------------------------------- | ----------------------------------- | ---------------------------- | ------------------------------------ | -------------------------------------- | ----------------------------------- |
| ルサイル・アイコニック・スタジアム | ハリーファ国際スタジアム            | スポーツ・シティ・スタジアム | ドーハ港スタジアム                   | カタール大学スタジアム                 | アル＝ハウル・スタジアム            |
| 収容人数: 86,250 (予定)            | 収容人数: 50,000 (68,030に拡張予定) | 収容人数: 47,560 (予定)      | 収容人数: 45,330 (予定)              | 収容人数: 44,950 (予定)                | 収容人数: 43,520 (予定)             |
|                                    |                                     |                              |                                      |                                        |                                     |
| アッシュ・シャマル                 | アル＝ワクラ                        | ウンム・サラール             | アッ＝ラヤーン                       | アッ＝ラヤーン                         | アッ＝ラヤーン                      |
| アル＝シャマル・スタジアム         | アル・ジャヌーブ・スタジアム        | ウンム・サラール・スタジアム | エデュケーション・シティ・スタジアム | サーニー・ビン・ジャーシム・スタジアム | アフメド・ビン＝アリー・スタジアム  |
| 収容人数: 45,120 (予定)            | 収容人数: 45,120 (予定)             | 収容人数: 45,120 (予定)      | 収容人数: 45,350 (予定)              | 収容人数: 21,282 (44,740に拡張予定)    | 収容人数: 21,282 (44,740に拡張予定) |
|                                    |                                     |                              |                                      |                                        |                                     |

## 論争
多数のグループとメディアは、この大会を主催するカタールの適合性と気候条件に関する懸念を表明した。カタールの人権(特に労働者条件、LGBTにおける権利)の解釈もその1つである。

### 贈収賄疑惑
2010年10月、イギリスの新聞サンデー・タイムズ紙は、ナイジェリアとタヒチのFIFA理事が「賄賂の見返りに投票する予定である」と述べている盗撮ビデオを公表した。同時に、コートジボワールとカメルーンのFIFA理事が「賄賂を受け取った」との招致委員の証言を報じた。また、2013年1月29日発売のフランス・フットボール誌において、カタールの招致委員会がワールドカップ招致を成功させるために様々な不正行為をおこなっていたとのレポートが掲載された。カタールは招致費用に3375万ドルを費やしており、その内、招致アンバサダーに就任したジネディーヌ・ジダンは、報酬として1100万ドルを受け取っていた。
2010年10月にフランス大統領のニコラ・サルコジ（当時）の招待でパリのエリゼ宮において設けられた席で、カタール皇太子のシェイク・タミーム・ビン・ハマド・アール＝サーニーとUEFA会長のミシェル・プラティニ、PSG（パリ・サンジェルマン）オーナー（会長）のロビン・レプルーは、PSGのカタール資本への売却、新しく設立したテレビ局（beINスポーツ）による高額の放映権料支払いの見返りとして、プラティニのカタールへの投票が決められたとされる。大会開催に際してのインフラ構築へのフランスの参入や、プラティニの息子がカタールの関連会社へ就職したことも関連しているとしている。プラティニがカタールに投票した2011年に、カタールとフランスの間での巨額の貿易取り引きが締結されたと伝えられ、投票の10日前にプラティニとサルコジ、カタール首相のシャイフ・ハマド・ビン・ジャーシム・ビン・ジャブル・アール＝サーニーとの間で会合があったという疑惑がある。プラティニはこの会合の存在を認めているが、不正は否定している。また、2010年12月2日に行われた開催地を決める投票の直前に、プラティニがアジアサッカー連盟の当時の会長でFIFA元理事のモハメド・ビン・ハマムに密かに会っていたという。
2011年5月、FIFA理事2人の贈収賄がイングランドサッカー協会のデヴィッド・トリーズマン会長によって議題に乗せられた。これらの告発は、カタール招致に関与した内部告発者からの情報に基づくものだった。そのためFIFAはこの件に関する内部調査を開始しており、告発が証明された場合2022年ワールドカップには再投票の可能性が残っていた。FIFA会長のゼップ・ブラッターは、カタールが獲得した2022年投票の再開催を支持する根拠が強まっていることを（その時点では）認めていた。
2011年5月の英国議会諮問委員会の証言で、トリーズマン会長はトリニダード・トバゴのジャック・ワーナーが自国の教育センターに400万ドルを要求し、パラグアイのニコラス・レオズは投票と引き換えに名誉騎士の爵位を求めたと告発した。またサンデー・タイムズ紙の記者2人は、コートジボワールのジャケ・アヌマとカメルーンのイッサ・ハヤトウには同大会のカタール招致支援に対してそれぞれ150万ドルが支払われたとの伝聞を証言した。4人はいずれもこの嫌疑を否定している。カタールに試合を保障する上で重要な役割を果たしたモハメド・ビン・ハマムは、自分の推す候補国に投票する見返りとして賄賂をFIFA役員25人に渡したとして告発された後、2011年5月にFIFA会長選への出馬を辞退した。ビン・ハマムとワーナーはこれらの嫌疑の結果FIFAより職務停止処分を受けた。自身の職務停止に反応してワーナーは、ブラッターの行為に疑問を呈したり、FIFA事務局長ジェローム・バルクもカタールが2022年ワールドカップを買ったと自分に伝えてきたことを付言した。その後バルクは、それが収賄だと示唆したことを否定する声明を発表し、カタールは「その財政的な筋肉を使って支援に向けた陳情活動を行った」と代わりに述べた。
2014年3月18日付のイギリスのデーリー・テレグラフによれば、「FIFA元副会長のジャック・ワーナーとその家族が、カタール出身でFIFA元理事のハマムが経営する会社から約200万ドル（約2億円）を受け取っていた」と伝えている。
2014年6月1日付のイギリスのサンデー・タイムズが、当時務めていたFIFAのカタール人の理事（ハマム）からアフリカ各国のサッカー連盟の幹部などに、合わせて500万ドルの秘密資金が支払われていたと伝えた。この記事はFIFAの幹部（匿名）からの文書や電子メールを基にしているものである。それによれば、資金を提供したのは、アジアサッカー連盟会長も務めていたハマムで、2010年12月に2022年のワールドカップ開催地が決定する1年以上前から、自ら設立した企業の基金を通して、アフリカ出身の4人のFIFA理事にカリブやアフリカ30カ国、それに、太平洋諸国などのサッカー連盟幹部に加え、元FIFA副会長のワーナーらに対して、サッカー振興などの名目で口座を通じて資金を提供していた。その資金を受け取った幹部の多くはFIFAでの投票権を持たなかったものの、ハマムはアフリカ出身の4人のFIFA理事への影響力を期待したとみられ、その根拠として、サンデー・タイムズでは、資金の流れを示す金融機関の文書や電子メールのやりとりも入手していると主張した。さらに、この記事ではカタールでの手厚い視察旅行の内容に加え、入金確認後の「お礼メール」の文面も伝えている。また、ワーナーとその息子には約120万ドル（約1億2千万円）、息子に約75万ドル（約7500万円）が支払われた文書が明らかとなっている。
2014年6月8日付のイギリスのサンデー・タイムズが伝えたところによれば、元FIFA理事のハマムがタイサッカー協会の会長でFIFA実行委員のウォラウィ・マクディを通じて政府レベルの会談をセッティングし、カタールとタイの閣僚レベルを仲介して 天然ガスの取引の便宜を図ったという。その後、タイはカタールとのエネルギー協定を改めた上で液化天然ガスの100万トンあたりの価格を値下げし、「非常に安い」価格で ガスの輸入を始めた。この取引は開催地を決める投票の4カ月前に行われており、その天然ガスと引き換えに支持を求めたと指摘している。また、ハマムは2010年にロシア大統領のウラジーミル・プーチンの招きに応じ、ロシアとカタールの間におけるスポーツ交流を話し合うためモスクワを訪れた。その1か月後、ロシアとカタールはそれぞれ2018年と2022年のワールドカップの招致に成功。それから2日後に、カタールの元首がロシアを訪問し、ロシアのプーチン大統領と天然ガスの合同生産について話し合ったと伝えている。
また、2002年当時、FIFAの副会長を務めていた韓国の鄭夢準（チョン・モンジュン）がFIFAの副会長職を保障してもらう条件を前提にして、カタールの招致のためにアジアサッカー連盟元会長のハマムと談合しており、私的な接待を繰り返していたとサンデー・タイムズが報じている。
サンデー・タイムズのサラ・バクスター副編集長は「（FIFA元理事の）ハマムが、投票に影響のある人たちに対して賄賂を渡したり、裏金を操作していた証拠がある」と述べている。また、イギリスのサンデー・タイムズでは、今回自らが行った一連の報道について「電子メールや賄賂に使われた口座、領収書、当事者の口述など数百万件の確たる証拠を相次いで公開した。これらの証拠は4年間にわたって調査した結果である」としている。
カタール当局はいかなる不当性も否定し、この汚職疑惑がカタールでのワールドカップ開催を望まない人々の嫉妬と不信感によって引き起こされたものだと主張している。2014年6月、カタール航空最高経営責任者(CEO)のアクバル・アル・ベイカーはドイツメディアのインタビューで「当国はワールドカップ開催の取り組みやカタール首長がゼロ・トレランス方針で汚職や贈収賄を厳しく処罰して禁じていることに値する尊敬を得ていない」と述べた。
サンデー・タイムズ紙によって確認された漏洩文書によると、カタール国営テレビ放送のアルジャジーラ(現:beIN Sport)は2022年ワールドカップのカタール開催をFIFAが発表する僅か21日前に、その放送権に対して4億ドルを密かにFIFAに提供していた。同契約はFIFAとカタール国営放送アルジャジーラ間の秘密のテレビ契約を文書化したもので、2010年にカタールがワールドカップ投票に勝った場合にのみ、1億ドルが指定されたFIFA口座に支払われることになるとも記載されていた。最初の供与から3年後、カタール政府によってさらに4億8000万ドルが提供され、2022年ワールドカップ開催のためカタールより総額8億8000万ドルが提供されたことになっている。この文書は2019年現在、スイス警察による贈収賄捜査の部分である。FIFAはこの捜査に関するコメントを拒否し、サンデータイムズ紙には電子メールで「2022FIFAワールドカップ投票に関連した嫌疑は既にFIFAによって手広くコメントされており、当方は2017年6月にFifa.com上でガルシア・レポートを全て公表しました。またFIFAはスイスの司法長官事務所に刑事告訴をしており、いまだ保留中であることにも留意ください。今後もFIFAは当局と協力を続けていく所存です」と応答した。beINの広報担当者は声明の中で、同社は「根拠のない又は乱暴で憶測めいた嫌疑に応じる」つもりはないと述べた。

#### FIFAによる調査と対応
2018年と2022年のワールドカップ招致に絡む不正行為の疑惑報道を受け、FIFAの倫理委員会が、開催地の決定投票に関わった、当時の理事会(現FIFA評議会)メンバーのうち、ブラッター会長ら現職の理事を対象にした調査に乗り出した。
調査の方法はFIFAの倫理委員会と、FIFAのブラッター会長が雇った、アメリカ連邦地検の元検事で、弁護士の経験がある、マイケル・ガルシア調査員が2014年6月2日にオマーンでカタールの組織委員会と会合を行い、事情を聴いた。この調査は日本を含め、2つの大会に立候補した全ての国を対象に行われていて、FIFAの倫理委員会では「数か月前からこの問題を調査していた」との声明を出している。
当初の予定として、マイケル・ガルシアの話では「調査は2014年6月9日に終わり、7月半ばには報告書を準備できる」と述べ、サンデー・タイムズ紙が得ている情報についても、「すでに知っている」と示している。マイケル・ガルシアは電子メールでの声明で「この報告書では過去の調査で集めた証拠をはじめ、招致プロセスに関連する可能性のあるすべての証拠が考慮される」と表明した。
FIFAでも、内部に設けた調査班で2018年と2022年の開催地決定の経緯について、独自に行っている聞き取り調査を当初は2014年6月9日までに終え、6週間以内、つまりはブラジルワールドカップ終了後の2014年7月中旬に、調査結果の報告書をまとめ、FIFAの倫理委員会に提出して、その後、2014年9月か10月以降に、FIFAが、その結果を公表した上で、2022年の開催地を再投票するかどうかを含め、何らかの措置をとることを明らかにしていた。
なお、この問題については2014年6月7日にブラジルのサンパウロで開かれたFIFA理事会(現FIFA評議会)でも取り上げられ、今回の問題への対応は、FIFAの倫理委員会の調査結果を待って検討することを理事会(現FIFA評議会)の中で確認。
2014年6月11日と6月12日の2日間にわたって、ブラジルのサンパウロでFIFA総会が行われ、当初は今回明らかになった疑惑について議題が上がることになっていたが、FIFAのブラッター会長は、初日の2014年6月10日、2日目の2014年6月11日でも、今回の不正疑惑についての言及はなく、今回上がった疑惑についても、総会の議題にも挙がらなかった。
2014年7月21日、FIFAは2018年・2022年のワールドカップの招致に絡む不正疑惑を調べていた、倫理委員会の調査部門が、2014年9月の第1週までに報告書をまとめて、処分するかどうかを決める倫理委員会の審議部門に提出するとの見通しを発表。
2014年9月5日、FIFAは倫理委員会の調査部門トップを務めるガルシア氏らが、2018年と2022年のワールドカップ招致に絡む不正疑惑について、350ページの調査報告書をまとめ、裁定部門に提出したと発表。
この調査部門では、およそ1年間にわたり75人以上の関係者に聞き取りを行い、インタビューの録音記録などおよそ20万ページ分の証拠を調べた上で詳細な事実関係などが明記された。さらに、2018年開催地のロシアと、カタール開催となった2022年大会に立候補したアメリカに関する補足文書も提出されたという。
なお報告書の内容は公開されていないものの、FIFAでは「明らかになった新事実や、関係者への追加処分、今後の招致活動に関する提言などが掲載されている」と話している。この報告書を基に、裁定部門がFIFAの倫理規定によって最終判断が下される。
しかし2014年9月23日、FIFAの理事を務めるヨルダンのアリ王子はツイッターで「透明性のためにも（2018年と2022年ワールドカップ（W杯）開催国の選出をめぐる不正疑惑の）調査レポート全体が開示され、一般に公開されることは大事」と述べ、「サッカーのためになるようにFIFAの組織を改革していくうえで、（報告書の公開は）サッカー社会が前進するための助けにしかならない」と指摘。
2014年9月19日、FIFA倫理委員会の裁定部門トップを務めるハンスヨハヒム・エカートが「取り調べの結論が出るのは来年（2015年）春以降になる」との見通しを明かした。
エカートは報告書について、「（2014年）10月下旬か11月上旬までに分析し、調査部門が精査した上で最終的な結論を出す」とした上で、「最終結論による処分は個人に対するものに限ること」を明らかにした。
2019年6月18日には、プラティニが誘致をめぐる汚職容疑でフランス当局に逮捕された。ただし、すぐに釈放され、2021年にはブラッターとともにスイス当局に起訴されたが、無罪判決が言い渡された。

### ネガティブキャンペーン実行疑惑
2018年7月29日、英紙タイムズが「カタールＷ杯組織委員会（カタール国内側のＷ杯組織委員会）に協力していた元CIAエージェントの内部通報者が、同組織委員会がアメリカ、オーストラリア、イングランドの3か国に対し、2010年5月からネガティブ・キャンペーンを仕掛けていたことを暴露した」と報道した。2018/2022 FIFAワールドカップ開催地決定投票がFIFA理事会（現FIFA評議会）で行われたのは、2010年12月1日である。
以下の内容は、英タイムズ紙の報道に基づく。ネガティブ・キャンペーンの狙いは、上記3か国に「国内の盛り上がり・サポートが乏しい」という印象を与えさせることで、カタールＷ杯組織委員会（カタール国内側のＷ杯組織委員会）の依頼を国際戦略的企業の『BLJ Worldwide』ニューヨーク支店が受注し、同組織委員会からそのための資金を提供されたという。
その詳細は
- 各マーケットのジャーナリスト、ブロガー、有名人を雇用して疑問を呈させ、各国のマイナス面を誇張させることにより、開催国投票を難しくさせる。
- スキャンダル、そして開催国投票の意義を損なわせる記事、研究などを作成する。スポーツエコノミスト（スポーツビジネスの動きや諸問題に関する調査・分析・予測などの仕事をする専門家）を募集し、アメリカが1994年アメリカＷ杯でどれだけの損失を出したかを研究して発表する。この際、アメリカの経済損失の論文を書かせた大物学者には9,000ドル（およそ100万円）が支払われたという。
- アメリカの体育教師組合と下院議員を買収し、サッカー大会に費やした資金を高校スポーツに充てるべきとして反対活動を行わせる。
- 抗議する草の根運動を組織する。オーストラリアのメルボルンにはプロラグビーのグループ（スーパーラグビー・レベルズ (ラグビー)等）があるため、6月の開催はラグビーに悪影響があると訴えかけさせる。

この英タイムズ紙の報道が事実であれば、FIFA規則・規約の違反である。この報道に対して、カタールＷ杯組織委員会（カタール国内側のＷ杯組織委員会）は「事実無根」と否定している。

### 極端な気候
ワールドカップは通常、北半球の夏に開催される。カタールではこの季節に気温が50 °Cに到達しうる。カタールは、ワールドカップ開催あたりこれは問題ではないと述べている。カタール2022招致公式サイトの一節では、以下の説明がされている。
「5つのスタジアムはそれぞれ太陽光の力を利用して選手やファンに冷涼な環境を提供し、太陽エネルギーを電気に変換することでそれが後にスタジアムでファンと選手の両方を冷却するために使用されます。試合が行われていない場合、スタジアムの太陽光装置は電力網にエネルギーを輸送します。試合中、スタジアムは電力網からエネルギーを引き出して使用します。これがスタジアムのカーボンニュートラルの根幹となります。スタジアムと共に、私達は開発した冷却技術を他の国々が暑い気候で使えるようにするつもりで、それで彼らも大きなスポーツ大会を開催できるようになる予定です。」
2015年10月8日に行われた中国との2018年ワールドカップ予選で、エアコン付きの例が発生した。
このような冷却技術は気温を摂氏45度から選手や観客にとって試合中快適な25度へと下げることができるもので、この招致はまたこれらの冷却技術をパブリックビューイング会場、練習用ピッチ、地下鉄駅とスタジアム間の歩道で使用することも提案している。しかし、この技術を導入していない地域に入った者は誰であれ、極度の熱にさらされる可能性がある。
カタールは、この話題を取り巻く全ての論争に対し、カップを授与された直後にワールドカップの日程を冬に変更する意向を表明した。その後2018年に、FIFA会長のジャンニ・インファンティーノが大会日程を「11月21日から12月18日までになる」と明言したことで、史上初となるワールドカップの冬開催が決定事項となっている。

### アルコール
アルコールは現在、身分を示すパスポートやクラブ入店の特別な許可証を提示することで、ホテルのバーやクラブで合法的に消費することができる。それ以外の場所や試合自体でのアルコール消費が許可されるのか駄目なのかと質問を尋ねられて、カタール2022ワールドカップ招致幹事長のハッサン・アブドゥッラー・アル=タウェドは、イスラム教国家もワールドカップ中にアルコール消費を許可すると発言した。大会中に特定のパブリックビューイング会場が幾つか設定され、販売用アルコールを提供する予定となっている。また、ワールドカップ本選出場チームを応援しに来る全ての観光客のために、現在ある種のバーが設営されることになっている。

### LGBTファン
カタールでは同性愛が違法であるため、開催国にカタールを選んだことが論争を引き起こした。FIFA会長のゼップ・ブラッターは「彼らには性交渉を自粛するべきだと言っておくよ」と冗談を言って炎上した。しかしながら彼は「我々は間違いなく自由の世界に住んでいるし、カタールでも2022年にワールドカップが開催される時には問題はないと確信している」とも付け加えていた。 彼は後に「私達(FIFA)はいかなる差別も望んでいません。私達がやりたいことは、この試合が誰にでも開かれていて、あらゆる文化に開かれていることであり、これこそ私達が2022年に成し遂げていくことなのです」と語った。

### イスラエル
招致活動の途中からカタール政府は、サッカーイスラエル代表がワールドカップ出場資格を得たのなら、イスラエルという国家を認めていないが当国領土でのワールドカップに参加できるようになると述べており、カタールのワールドカップ招致責任者が明言した。前例として2008年にイスラエルのテニス選手シャハー・ピアーなどが以前カタールで試合をしたことがあった。また、ドーハでの2010 インドア選手権にもイスラエル人が参加していた。
イスラエルとハマスとの間で起きたガザ侵攻 (2014年)中、イスラエルの経済大臣ナフタリ・ベネットはカタールがハマス支持の「テロ支援者」だと非難し、2022年ワールドカップを他国に与えるようFIFAに要請していた。

## オフィシャル招致パートナー
- カタール国立銀行（QNBグループ）
- カタール航空
- ブルー・サロン
- ランビー=ネアン (lambie-nairn)
- Star group SAHIL shoe